# Marc Imbeault
Marc Imbeault (1956 à Val d'Or, Québec - ) est un philosophe et écrivain québécois. 
Après avoir complété des études de philosophie à l'Université de Montréal et à l'Université de Paris I Panthéon-Sorbonne, Marc Imbeault publie plusieurs livres en collaboration avec Gérard Montifroy, Yvon Paillé, Yves Trottier et Claire-Marie Clozel.
Ses travaux se divisent en deux parties principales : 
- des essais sur les liens entre la philosophie et la géopolitique

- des manuels d'enseignement de la philosophie partagés entre l'histoire de la philosophie, la logique de l'argumentation et la logique formelle, les débats éthiques et politiques contemporains.

Marc Imbeault est actuellement professeur à la Division des études permanentes du Collège militaire royal du Canada.

## Contributions à la recherche les plus importantes
- Publication de cinq livres en collaboration avec Gérard Montifroy sur la géopolitique et la philosophie : Géopolitique & Démocraties (Frison-Roche, Paris, 1995), Géopolitique & Idéologies (Frison-Roche, Paris, 1996), Géopolitique & Économies (Frison-Roche, Paris, 1997), Géopolitique & Philosophies (Frison-Roche, Paris, 1998) et Géopolitique & Pouvoirs (L’Age d’Homme, Lausanne, 2003). Ces ouvrages ont souvent été cités dans des articles et des livres traitant non seulement de géopolitique et de philosophie, mais aussi de stratégie militaire, de relations internationales, de politique, de géostratégie, d’économie, de critique des idéologies, etc. Ils ont permis à l'auteur de mettre au point une méthode d’analyse qui complète et renforce sa formation en philosophie. Certains chapitres de ces livres sont encore utilisés dans l’enseignement universitaire, notamment aux études supérieures du Collège militaire royal du Canada.

- Publication de « Noble Ends. Torture and the Ethics of Counter-Terrorism », in War on Terror I – Ethical Considerations, Canadian Defense Academy Press, Winnipeg, 2008. Ce chapitre de livre a eu un impact considérable dans le monde du renseignement et dans le monde militaire, surtout au Canada et aux États-Unis. Il a été écrit pour répondre à la question de savoir si l’usage de la torture pouvait être justifié moralement. Bien que le texte ne soit pas de nature dogmatique, la réponse est négative. « Noble Ends » fait maintenant partie des textes recommandés par le commandement de l’Académie canadienne de la Défense pour les formations dans le domaine de l’éthique et il a contribué au rejet des thèses favorisant les méthodes dites « alternatives » d’interrogations. C’est un texte dont l'auteur est particulièrement fier pour cette raison.

- Publication de Limites de la violence. Lecture d’Albert Camus, Presses de l’Université Laval, 2006. Ce livre, publié avec Yves Trottier, avait pour but de retracer l’évolution de la conception de la violence dans l’œuvre de Camus. Il permet de mieux apprécier la clairvoyance du philosophe sur l’avenir de son pays et sur ce que les auteurs ont appelé « l’insoutenable violence des extrêmes ». Limites de la violence a été souvent cité et continue de faire l’objet de commentaires. Une réimpression est prévue pour 2011.

- Publication de « La narrativité du temps humain », Revue canadienne de philosophie Dialogue, étude critique du chef-d’œuvre de Paul Ricœur Temps et récit. L'auteur y a présenté les principales thèses épistémologiques défendues par Ricœur ainsi qu’une critique des fondements de son ontologie. Texte de fond, dont les prémisses continuent de guider les travaux de l'auteur.

- Publication de « Le Canada comme puissance maritime », in Naval Gazing. The Canadian Navy Contemplates its Future, Centre for Foreign Policy, 2010. Il est encore trop tôt pour que l'on puisse évaluer avec le recul nécessaire la valeur de ce texte, mais l'auteur est certain qu’il contient les prémisses d’une réflexion nouvelle sur la stratégie de défense du Canada et sur le rôle du Canada dans le monde.

- « L’exportation des valeurs canadiennes, Réflexion sur la guerre en Afghanistan » dans la Revue militaire canadienne, vol. 10, no 2, printemps 2010, pp. 28-32.
 Traduction du précédent en (en) : « Exporting Canadian Values : Thoughts on the Meaning of the War in Afghanistan » in Canadian Military Journal, vol. 10, no 2, printemps 2010, pp. 28-32.

- Philosophie 3 : Éthique et politique, en collaboration avec D. Boucher, J.-P. Lepage, O. Moya, J. Paquin, M. Provencher et S. Rochon, Montréal, Beauchemin, 364 p.

## Principales publications
- MIAMBA JEEF & Démocraties (1995),
- Le discours philosophique (1995),
- Géopolitique & Idéologies (1996),
- Géopolitique & Économies (1997),
- Géopolitique & Philosophies (1998),
- Philosophie: Éthique et Politique (1999),
- Géopolitique & Pouvoirs (2003).
- Limites de la violence (2006)